# Cadamosto-Seamount
Koordinaten: 14° 40′ N, 24° 55′ W
Der Cadamosto-Seamount ist ein im östlichen Nordatlantik gelegener, vulkanischer Tiefseeberg. Er schließt die Kapverdischen Inseln in deren Südwesten unterseeisch ab und ist seismisch aktiv.

## Bezeichnung
Der Unterseeberg wurde nach dem venezianischen Entdecker Alvise Cadamosto benannt.

## Geographie
Der Cadamosto-Seamount liegt etwa 20 Kilometer südwestlich von Brava und bildet den südwestlichen Ausläufer der Fogo-Brava-Plattform, welche die Inseln Fogo, Brava und die Ilhéus do Rombo umfasst. Sein Fuß sitzt bei rund 4400 Meter Wassertiefe den Sedimenten des Ozeanbodens auf. Seine abgeflachte Spitze liegt bei knapp 2900 Meter Wassertiefe. Der Seamount erreicht somit eine Gesamthöhe von 1500 Metern. Zwischen dem Hauptaufbau und Brava wurden zahlreiche kleinere Vulkankegel entdeckt.

## Geologie
Probennahmen am Tiefseeberg bestätigten, dass der Tiefseeberg vulkanisch entstanden ist. Petrologisch handelt es sich um differenzierte Phonolithe, die durch fraktionierte Kristallisation aus nephelinitischen Magmen hervorgingen. Der Seamount nimmt somit innerhalb der Kapverden, die vorwiegend von primitiven, untersättigten, mafischen Alkaligesteinen (Basaniten etc.) aufgebaut werden, zusammen mit der nächstgelegenen Insel Brava eine Sonderrolle ein. Fraktioniert wurden Klinopyroxen, Titanit, Apatit und Feldspatvertreter, wobei die Fraktionierung von Feldspatvertretern sehr weit fortgeschritten sein kann. Die Klinopyroxene der Nephelinite kristallisierten unter Drucken von 170 bis 380 MPa, d. h. in der unteren ozeanischen Kruste etwas oberhalb der Moho, die in der Fogo-Brava-Plattform bei 400 MPa oder umgerechnet zwischen 12 und 14 Kilometer Tiefe anzutreffen ist. Die Grundmasse der porphyrischen Gesteine und insbesondere die sehr spät kristallisierenden Feldspatvertreter wurden im Krustenbereich kontaminiert; so wurden die Isotopenverhältnisse von Sr, O und S beeinflusst. Die Nd-Pb-Isotopenverhältnisse blieben hiervon unberührt und geben unverfälscht die Zusammensetzung des ursprünglichen Mantelgesteins wider. Sie zeigen, dass das Ausgangsmagma des Tiefseebergs den Magmen der nördlichen Inselgruppe der Kapverden wesentlich ähnlicher ist als den Magmen seiner unmittelbaren, östlichen Nachbarn. Das Seamount-Magma hat sich bei einem 206Pb/204Pb-Verhältnis von 19,5 isotopenmäßig zur abgereicherten DM-Komponente (engl. depleted mantle) mit recht hohem εNd von +6 bis +7 hin entwickelt, gleichzeitig aber von der DUPAL-Anomalie (positives 208Pb/204Pb-Verhältnis) entfernt, wohingegen seine Nachbarn die angereicherte EM-Komponente (englisch enriched mantle) und mit +21 einen positiven DUPAL-Wert aufweisen.

## Erdbeben
In den Jahren 1998 und 2004 wurden zwei Erdbeben aufgezeichnet, die vom Cadamosto-Seamount als Epizentrum ausgegangen waren. Das Beben von 2004 hatte eine Magnitude von mb = 4,3 und löste eine Reihe kleinerer Nachbeben aus. Es war folglich am Tiefseeberg zu spröden Verformungen gekommen, die durch Umverteilungsbewegungen in der Magmakammer oder durch Gangintrusionen ausgelöst worden waren. Der Cadamosto-Seamount ist im gesamten Archipel der Kapverden seismisch am aktivsten, es ist daher anzunehmen, dass der Tiefseevulkan sich zurzeit in einer Wachstumsphase befindet.